# Богданци
Богданци (мкд. Богданци) су град у Северној Македонији, у југоисточном делу државе. Богданци су седиште истоимене општине.

## Географија
Богданци су смештени у југоисточном делу Северне Македоније, близу државне границе са Грчком — 6 km југоисточно. Од најближег већег града, Струмице, насеље је удаљено 40 km јужно.
Рељеф: Богданци се налазе у историјској области Бојмија. Насеље је положено у Ђевђелијском пољу, на приближно 100 метара надморске висине. Северно од насеља се издиже побрђе.
Клима: Месна клима је оштрија варијанта средоземне климе.
Воде: 4 km западно од насеља протиче Вардар. кроз само насеље протиче пар потока, који лети пресуше.

## Историја
Царском дозволом отворена је легално српска основна школа у месту 1898. године. Власници те школе били су Трајко Србовић и Риста Прочковић. Ту се 1899. године први пут прослављала школска слава Св. Сава. Учитељ је изговорио светосавску беседу, а старац Ђорђе Србовић је свирао после на гуслама старе српске јуначке песме. Године 1906. у српској школи је годишњи испит одржан пред надзорником Солунског вилајета. Са децом је тада радио месни учитељ Ђорђе Андоновић.
По статистици секретара Бугарске егзархије, 1905. године у Богданцима је живело 1.480 Грка и 160 Срба, верника Цариградске патријаршије и 1.400 Бугара верника Бугарске егзархије, а поред њих и око 1.000 Турака. У том, отоманском раздобљу, у Богданцима су радиле грчка, бугарска и српска школа.
Године 1932. о трошку државе подигнута је нова школска зграда у центру места. Школу је у то време похађало 300 ђака. У Богданцима је постојала Земљорадничка кредитна задруга, Певачко и Тамбурашко друштво те Соколска чета.

## Становништво
Богданци су према последњем попису из 2021. године имали 5.244 становника.
| Национални састав према попису из 2021.‍ | Национални састав према попису из 2021.‍ | Национални састав према попису из 2021.‍ | Национални састав према попису из 2021.‍ | Национални састав према попису из 2021.‍ |
| --------------------------------------- | --------------------------------------- | --------------------------------------- | --------------------------------------- | --------------------------------------- |
|                                         |                                         |                                         |                                         |                                         |
| Македонци                               | Македонци                               |                                         | 4.909                                   | 93,6%                                   |
| Срби                                    | Срби                                    |                                         | 58                                      | 1,1%                                    |
| непописани                              | непописани                              |                                         | 195                                     | 3,7%                                    |

Претежна вероисповест месног становништва је православље.